# 四羰基合钴酸钠
四羰基合钴酸钠是四羰基钴酸的钠盐，化学式为Na[Co(CO)4]，其中钴的氧化态为-1。

## 制备
在反应容器内加入CoCl2、Na2S2O3和甲醇，将CO充入反应容器，加入还原剂（如铁粉）后搅拌，在温热、常压下即可完成反应。
以Co(CH3COO)2和Na2S2O4为起始原料，也能制得产物：
[Co(H2O)6]2+ + 11 CO + 12 OH- → 2 [Co(CO)4]- + 3 CO32- + 6 H2O
反应机理如下：（副反应略去）
- 首先水合钴(II)离子和S2O42-反应，配体被取代而让Co(II)活化，使CO分子更容易发生亲核取代反应：

[Co(H2O)6]2+ + 2S2O42- → [Co(S2O4)2]2- + 6H2O
CN−、S2−、S2O32-等都可活化Co(II)。
- CO插入[Co(S2O4)2]2-，并发生歧化反应：

[Co(S2O4)2]2- + 2 CO → [Co(CO)2S2O4]- + S2O4-
2 [Co(CO)2S2O4]- → Co(CO)4 + [Co(S2O4)2]2-
- 最后在还原剂（如Zn、Fe等）的存在下，使下反应持续向右进行：

2 Co(CO)4 + 2OH− + 3 [Co(S2O4)2]2-  ⇔2 [Co(S2O4)3]3- + 2 Co(CO)4- + Co(OH)2